# Плавання на літніх Олімпійських іграх 2008 — естафета 4x100 метрів комплексом (чоловіки)
Змагання в естафеті 4x100 метрів комплексом серед чоловіків на Олімпіаді 2008 року проводилися 15 і 17 серпня у Пекінському національному плавальному комплексі.
Збірна США виграла цю естафету 12-й раз з 13-ти, що проводилися на Олімпійських іграх з 1960 року. Єдиний раз американці не виграли золото у цій дисципліні у 1980 році у Москві, тоді вони пропускали ту Олімпіаду через політичний бойкот (перемогу здобули австралійці).
Майкл Фелпс завоював свою восьму золоту медаль на Іграх у Пекіні, побивши рекорд Марка Спітца, який виграв 7 золотих медалей на Іграх 1972 року у Мюнхені. Загальне число своїх золотих олімпійських нагород Фелпс довів до рекордних 14 (8 у Пекіні + 6 у 2004 році в Афінах).

## Медалісти
| Золото | Аарон Пірсол, Брендан Гансен, Майкл Фелпс,Джейсон Лезак, Метт Греверс*, Марк Ганглофф*, Ян Крокер*, Ґаррет Вебер-Ґейл* США               |
| Срібло | Гейден Стоккел, Брентон Рікард, Ендрю Лотерстейн, Імон Саллівен, Ешлі Делейні*, Крістіан Спренгер*, Адам Пайн*, Метт Тарґетт*, Австралія |
| Бронза | Міясіта Дзюніті, Кітаджіма Косуке, Фудзі Такуро, Сато Хісайосі Японія                                                                    |

 * -брали участь тільки у попередньому запливі

## Рекорди
До початку змагань, світовий і олімпійський рекорди були такими:
| Світовий рекорд     | США Аарон Пірсол (53,45) Брендан Гансен (59,37) Ян Крокер (50,28) Джейсон Лезак (47,58) | 3:30,68 | Афіни, Греція | 21 серпня, 2004 |
| Олімпійський рекорд | США Аарон Пірсол (53,45) Брендан Гансен (59,37) Ян Крокер (50,28) Джейсон Лезак (47,58) | 3:30,68 | Афіни, Греція | 21 серпня, 2004 |

Під час змагань в цій дисципліні були встановлені такі олімпійські або світові рекорди:
| Дата      | Заплив | Спортсмен                                             | Країна | Час     | Рекорд |
| --------- | ------ | ----------------------------------------------------- | ------ | ------- | ------ |
| 17 серпня | Фінал  | Аарон Пірсол Брендан Гансен Майкл Фелпс Джейсон Лезак | США    | 3:29,34 | OR, WR |

## Запливи

### Відбіркові
15 серпня 2008, з 20:44 за місцевим часом (UTC +8)
| Місце | Заплив | Країна                                                                            | На спині | Брас    | Батерфляй | Вільний стиль | Час                      |
| ----- | ------ | --------------------------------------------------------------------------------- | -------- | ------- | --------- | ------------- | ------------------------ |
| 1     | 2      | США Метт Греверс, Марк Ганглофф, Ян Крокер, Ґаррет Вебер-Ґейл                     | 0:53,59  | 1:00,35 | 0:50,85   | 0:47,96       | 3:32,75                  |
| 2     | 1      | Австралія Ешлі Делейні, Крістіан Спренгер, Адам Пайн, Метт Тарґетт                | 0:53,74  | 0:59,95 | 0:51,66   | 0:47,41       | 3:32,76 — рекорд Океанії |
| 3     | 1      | Японія Міясіта Дзюніті, Кітаджіма Косуке, Фудзі Такуро, Сато Хісайосі             | 0:54,29  | 0:58,79 | 0:50,86   | 0:48,87       | 3:32,81 — рекорд Азії    |
| 4     | 2      | Росія Аркадій В'ятчанін, Роман Слуднов, Микола Скворцов , Андрій Гречин           | 0:53,86  | 0:59,63 | 0:51,62   | 0:48,48       | 3:33,59 — рекорд Європи  |
| 5     | 1      | Велика Британія Лаєм Тенкок, Крістофер Кук, Майкл Рок, Саймон Барнетт             | 0:54,67  | 0:59,40 | 0:51,99   | 0:47,77       | 3:33,83                  |
| 6     | 2      | Нова Зеландія Деніел Белл, Гленн Снідерс, Корні Свейнпул, Кем Гібсон              | 0:54,52  | 0:59,46 | 0:52,12   | 0:47,99       | 3:34,09                  |
| 7     | 2      | ПАР Герхард Зандберг, Кемерон ван дер Бург, Ліндон Фернс, Даріан Таунсенд         | 0:54,19  | 0:59,68 | 0:52,33   | 0:47,96       | 3:34,16 — рекорд Африки  |
| 8     | 2      | Італія Мірко ді Тора, Алессандро Террін, Маттія Налессо, Філіппо Маньін           | 0:54,05  | 1:01,25 | 0:51,96   | 0:47,06       | 3:34,32                  |
| 9     | 2      | Франція Бенжамін Стасюліс, Південь Дюбоск, Крістоф Лебон, Фаб'єн Жило             | 0:55,46  | 0:59,29 | 0:51,97   | 0:48,06       | 3:34,78                  |
| 10    | 2      | Канада Джейк Тепп, Майк Ендрю Браун, Джо Барток, Брент Гейден                     | 0:55,16  | 1:00,98 | 0:52,58   | 0:46,84       | 3:35,56                  |
| 11    | 1      | Швеція Симон Шедін, Йонас Андерссон, Ларс Фреландер, Йонас Перссон                | 0:55,27  | 1:01,22 | 0:51,13   | 0:48,21       | 3:35,83                  |
| 12    | 2      | Хорватія Гордан Козуля, Ваня Рогулі, Маріо Тодорович, Дуже Драганов               | 0:54,91  | 1:01,30 | 0:51,52   | 0:49,96       | 3:37,69                  |
| 13    | 1      | Румунія Разван Іонут Флореа, Валентин Пред, Йон Стефан Гергель, Норберт Трандафір | 0:54,81  | 1:01,41 | 0:52,44   | 0:49,34       | 3:38,00                  |
| 14    | 1      | Бразилія Гільєрме Гіду, Феліпе Сілва, Каю Алмейда, Ніколас Олівейра               | 0:54,78  | 1:02,06 | 0:53,31   | 0:48,51       | 3:38,66                  |
| 15    | 1      | Україна Олександр Ісаков, Валерій Димо, Сергій Бреус, Юрій Єгошин                 | 0:56,66  | 1:00,61 | 0:52,38   | 0:49,11       | 3:38,76                  |
| 16    | 1      | Білорусь Павло Санковіч, Віктор Вабищевич, Євген Лазука, Станіслав Неверовський   | 0:55,11  | 1:01,89 | 0:52,63   | 0:49,76       | 3:39,39                  |

### Фінал
17 серпня 2008, в 11:03 за місцевим часом
| Місце | Доріжка | Країна                                                                                         | На спині | Брас    | Батерфляй | Вільний стиль | Час                       |
| ----- | ------- | ---------------------------------------------------------------------------------------------- | -------- | ------- | --------- | ------------- | ------------------------- |
| 1     | 4       | США Аарон Пірсол, Брендан Гансен, Майкл Фелпс, Джейсон Лезак                                   | 0:53,16  | 0:59,27 | 0:50,15   | 0:46,76       | 3:29,34 — світовий рекорд |
| 2     | 5       | Австралія Гейден Стоккел, Брентон Рікард, Ендрю Лотерстейн, Імон Саллівен                      | 0:53,80  | 0:58,56 | 0:51,03   | 0:46,65       | 3:30,04 — рекорд Океанії  |
| 3     | 3       | Японія Міясіта Дзюніті, Кітаджіма Косуке, Фудзі Такуро, Сато Хісайосі                          | 0:53,87  | 0:58,07 | 0:50,89   | 0:48,35       | 3:31,18 — рекорд Азії     |
| 4     | 6       | Росія Аркадій В'ятчанін, Роман Слуднов, Євген Коротишкін, Євген Лагунов                        | 0:53,36  | 0:59,45 | 0:51,62   | 0:47,49       | 3:31,92 — рекорд Європи   |
| 5     | 7       | Нова Зеландія Деніел Белл (новозеландський плавець), Гленн Снідерс, Корні Свейнпул, Кем Гібсон | 0:54,74  | 0:59,87 | 0:51,78   | 0:47,00       | 3:33,39                   |
| 6     | 2       | Велика Британія Лаєм Тенкок, Крістофер Кук, Майкл Рок, Саймон Барнетт                          | 0:54,69  | 0:59,65 | 0:52,02   | 0:47,33       | 3:33,69                   |
| 7     | 1       | ПАР Герхард Зандберг, Кемерон ван дер Бург, Ліндон Фернс, Даріан Таунсенд                      | 0:54,69  | 0:59,40 | 0:51,39   | 0:48,22       | 3:33,70 — рекорд Африки   |
| 8     | 8       | Італія Мірко ді Тора, Лоріс Фаччі, Маттія Налессо, Філіппо Маньін                              | 0:54,52  | 1:00,55 | 0:52,26   |               | дискваліфіковані          |